# Leoncio Cid y Farpón
Leoncio Cid y Farpón (Avilés, 12 de abril de 1856-Ávila, 31 de octubre de 1898) fue un escritor, profesor y político español.

## Biografía
Nació el 12 de septiembre de 1856 en la ciudad asturiana de Avilés. Catedrático del Instituto de Ávila y alcalde de dicha ciudad, colaboró en El Mundo de los Niños, entre otras publicaciones literarias. Falleció el 31 de octubre de 1898 en Ávila.